# Charlyn Corral
Verónica Charlyn Corral Ang (Ecatepec, Estado de México; 11 de septiembre de 1991) es una futbolista mexicana. Juega como delantera en el Pachuca de la Liga MX Femenil de México. Ganó el Premio Estatal del Deporte en México en 2006. 
Ha sido parte de la selección femenina de México, con la que ha disputado dos Mundiales y ha sido campeona de los Juegos Centroamericanos y del Caribe en dos ocasiones. También ha disputado tres Mundiales sub-20 y es la máxima goleadora histórica de los Campeonatos Femeninos Sub-20 de la Concacaf.
Ha ganado cuatro Olimpiadas Nacionales y dos nacionales Libres en México, y más de 10 títulos universitarios siendo máxima goleadora en todas las categorías en México. Ganó el Trofeo Pichichi en la temporada 2017-18 en España.

## Biografía

### Inicios
Estuvo cerca de morir cuando solo tenía 3 meses por una negligencia médica, en la que le explotó un pulmón. Empezó a jugar al fútbol a los 5 años con su hermano, George Corral, en la escuela de Pumas. A los 9 años ya no pudo seguir competiendo en categorías mixtas y fue captada por Rafael Amador para que jugara en la escuela Andrea's Soccer. Fue campeona en la Olimpiada Nacional Sub-12 de 2002, en la Olimpiada Nacional Sub-14 de 2004 y 2005 y en la Olimpiada Nacional Sub-17 en 2006. Además, fue campeona en el Nacional Libre de la FMF en 2003 y 2004; Subcampeona en el Nacional Sub-21 de 2004 y en el Fútbol Expo-Show Sub-14 de 2005, así como líder de goleo en la Olimpiada Nacional Sub-12 en 2002 y 2003, en el nacional libre de 2003 y en la Olimpiada nacional Sub-14 de 2004 y 2005. Recibió en 2006 el Premio Estatal del Deporte. Durante su infancia y adolescencia sufrió acoso escolar debido a su timidez, y su complexión física, y a los 14 años tuvo problemas al correr debido al síndrome compartimental que padeció y que solucionó sometiéndose a cirugía los 21 años.

### Fútbol Universitario
Fue invitada por el F.C. Indiana para jugar con ellos a cambio de recibir una beca de estudios, pero regresó a México cuando vio que solo podía asistir de oyente en inglés, idioma que no dominaba, y que el fútbol pasó a ser una obligación en lugar de una afición. En 2005 logró el récord mundial de controles o dominadas de balón con 8.671 toques en una hora y 40 minutos. En 2006 la FIFA la describió como "niña prodigio del balompié mundial". Finalmente aceptó una beca del Instituto Tecnológico de Estudios Superiores de Monterrey, donde permaneció hasta 2011, estudiando mercadotecnia mientras jugaba para el equipo universitario, logrando títulos para su equipo, reconocimientos como máxima goleadora y en 2010 fue elegida mejor atleta del Tecnológico de Monterrey.
Con el apoyo de la compañía reclutadora CMAS Athletes estudió en Estados Unidos con una beca completa en la Universidad de Louisville entre 2012 y 2013. Con los Louisville Cardinals brilló en  su primera temporada marcando 8 goles y dando 7 asistencias en 17 partidos, y siendo elegida en el equipo ideal del campeonato y de su conferencia, además de mejor centrocampista. En su segunda temporada fue la máxima goleadora de su conferencia con 13 goles, elegida mejor centrocampista de la American Athletic Conference y en el equipo ideal, y con 11 asistencias logró la segunda mejor marca del equipo en un año de toda su historia.  En 2014 se graduó de la carrera de Sports Administration.

### Fútbol profesional

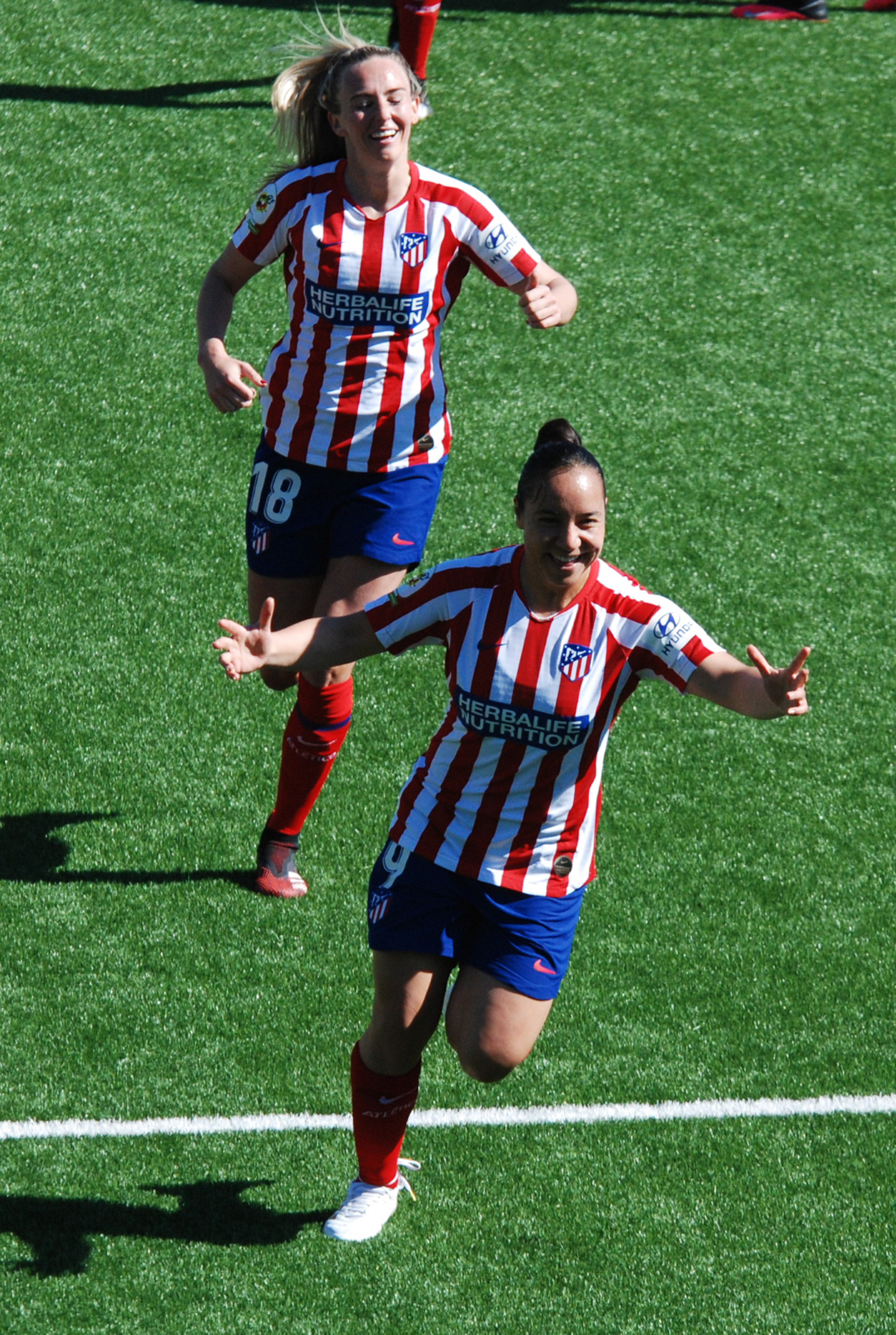
Charlyn Corral celebra un gol con el Atlético de Madrid

Tras graduarse empezó su carrera en el fútbol profesional en Finlandia, fichando en junio de 2014 por cinco meses con el Merilappi United. El 28 de junio de 2014 debutó abriendo el marcador en el partido de liga contra el NiceF, que acabaron perdiendo por 1-2. El Merilappi quedó en sexta posición en la liga y Corral alcanzó a jugar 8 encuentros y marcar 5 goles. Ese año fue elegida la tercera mejor jugadora de la CONCACAF.
En 2015 fichó por el Levante UD Futbol Femenino. Debutó el 6 de septiembre en la primera jornada de liga con derrota por 0-2 ante el Athletic. Marcó su primer gol con el cuadro granota en la derrota por 1-7 ante F.C. Barcelona. En la jornada 5 marcó su primer triplete. En su primera temporada jugó todos los partidos y anotó 22 goles de liga, siendo solo superada por Jennifer Hermoso, que marcó 24, y fue elegida mejor delantera de la Liga por los aficionados. A nivel colectivo alcanzaron la cuarta plaza de la Liga y las semifinales de la Copa de la Reina. 
En la temporada 2016-17 marcó 20 goles, repitiendo el cuarto puesto en la Liga y cayendo en cuartos de final de la Copa de la Reina. Fue elegida en el Once ideal de la Liga.
En la temporada 2017-18 de la Primera División consiguió el Trofeo Pichichi al marcar 24 goles, para el equipo Levante UD Futbol Femenino, entre ellos el mejor gol de febrero de 2018 ante el Sevilla, un triplete ante el Athletic y el Santa Teresa, y un "póker" ante el Espanyol. Además fue elegida mejor jugadora de la jornada en tres ocasiones, y volvió a formar parte del Once ideal de la Liga. El Levante terminó la temporada en séptima posición y fueron eliminadas de la Copa de la Reina en cuartos de final por el F.C. Barcelona.
En la Temporada 2018-19 fue nombrada una de las capitanas del equipo. Fue la segunda máxima goleadora de la Liga con 20 dianas, por detrás de Jennifer Hermoso. Fue elegida mejor jugadora de la Jornada 15 tras marcar tres goles al EDF Logroño. El Levante concluyó la temporada en tercera posición y cayeron eliminadas en cuartos de final de la Copa de la Reina por el Sevilla. Su gol al valencia en mestalla fue elegido el mejor gol de la temporada por el diario Marca.
En 10 de julio de 2019 fichó por el Atlético de Madrid. Debutó con el Atlético el 7 de septiembre de 2019 con victoria por 0-1 sobre el Sporting de Huelva en el Estadio Nuevo Colombino, siendo titular. El 12 de septiembre de 2019 debutó en la Liga de Campeones con victoria por 3-2 sobre el Spartak Subotica en la ida de los dieciseisavos de final. Marcó su primer gol rojibalnco al 15 de septiembre de 2019 en la inauguración del nuevo estadio de Alcalá de Henares en la jornada 2 de liga frente al Sevilla.
Jugó 20 partidos de liga y marcó 8 goles y dio 2 asistencias antes de que se suspendiera con motivo de la pandemia del Covid-19 y quedó subcampeona del torneo. Fue elegida en el once ideal en las jornadas 7, 10 y 21 por el patrocinador del torneo, Iberdrola. Marcó un gol en la semifinal la Supercopa en la que cayeron derrotadas por el F. C. Barcelona y el partido de octavos de final de la Copa de la Reina ante el Betis en el que pasaron las sevillanas al vencer en la tanda de penaltis. En la liga de campeones disputó los dieciseisavos y octavos de final, en los que marcó un gol y dio una asistencia. No pudo disputar los cuartos de final en los que el Atlético de Madrid perdió por 1-0 ante el F.C. Barcelona debido a que contrajo el Covid-19.
En la temporada 2020-21 jugó de titular en el primer partido de liga ante el Espanyol, en el que sufrió una lesión en el Ligamento cruzado anterior de su rodilla izquierda.
Regresó a México en 2021, como refuerzo tuzo rumbo al Apertura 2021 de la Liga MX Femenil, luego de su brillante paso en equipos extranjeros. Las Tuzas le ofrecieron a la jugadora nacida en Ecatepec de Morelos, Estado de México, la posibilidad de retirarse en su equipo, así como llegar a ser entrenadora o directora deportiva en algún momento, y si lo decide regresar a Europa.
En el Clausura 2023, Corral obtuvo el campeonato de goleo imponiendo un récord de 20 goles.

## Selección nacional

### Categorías inferiores

#### Mundial Sub-20 de 2006
Con once años fue seleccionada para la Selección Sub-15. Participó con trece años en el Campeonato Femenino Sub-20 de la Concacaf en enero de 2006. En el primer partido ante Panamá marcó cuatro de los diez goles que marcó México. En el segundo encuentro vencieron por 2-0 a Trinidad y Tobago, marcando uno de los goles. En el tercer partido perdieron por 3-2 ante Canadá, volviendo a anotar un gol. México quedó segunda en su grupo y se enfrentó en las semifinales a Estados Unidos en semifinales, partido en el que el seleccionador Luis Cuéllar decidió dar descanso a algunas titulares y Corral entró en el segundo tiempo. México perdió el encuentro por 3-0 y disputó el partido por el tercer y cuarto puesto ante Jamaica, que vencieron por 4-1 con doblete de Corral. Esto les dio el tercer puesto del campeonato y les clasificó para la Copa Mundial de la categoría. Charlyn Corral fue la máxima goleadora del torneo con 8 goles.
Corral fue parte del equipo mexicano que disputó el Mundial Sub-20 de Rusia en agosto de 2006, siendo la jugadora más joven del torneo. Fue titular en el primer partido contra Suiza en el que México venció por 4-2. En dicho partido hizo un doblete y dio una asistencia, y fue elegida mejor jugadora. En el segundo partido de la fase de grupos se enfrentaron a Alemania y perdieron por 9-1. Corral saltó al campo en el descanso cuando su equipo ya perdía por 5-0. Volvió a ser titular en el último encuentro ante Corea del Norte, en el que salieron derrotadas por 4-0. Concluyeron en tercera posición del grupo, quedando eliminadas del campeonato. En su informe técnico del campeonato la FIFA eligió a Charlyn como la jugadora destacada del equipo, definiéndola como la mejor atacante del equipo, capaz de mantener el balón. Fue la máxima goleadora de la selección con 2 goles, además de dar una asistencia.

#### Mundial Sub-20 de 2008
Fue convocada en junio de 2008 para volver a jugar el Campeonato Femenino Sub-20 de la Concacaf. México jugó el primer partido de la fase de grupos ante Cuba, ganando por 7 a 0 con triplete de Corral. En el segundo y tercer partido volvió a ser titular,  con victoria por 3-0 sobre trinidad y Tobago, y derrota por 3-0 ante Estados Unidos. Con estos resultados México fue segunda de grupo y se enfrentó en las semifinales a Canadá, en las que recibieron un tempranero gol, pero Corral empató el encuentro en el minuto 66. Sin embargo Canadá se adelantó de forma definitiva en el minuto 77. México disputó el partido por el tercer y cuarto puesto ante Costa Rica, jugándose la medalla de bronce y la clasificación para el Mundial. El partido concluyó con empate a uno y se fue a tiempo extra, en el que Costa Rica se adelantó y logró empatar a tres minutos del final del partido. En los penaltis México Corral anotó el cuarto lanzamiento y México venció por 3-2. Corral fue la máxima goleadora de México con 4 goles, empatando con Jonelle Filigno y quedando por detrás de Shakira Duncan de Jamaica y Michelle Enyeart y Kelley O'Hara de Estados Unidos, que anotaron 6 goles en el global del campeonato.
Un mes más tarde fue convocada para disputar el Campeonato Femenino Sub-17 de la Concacaf. Jugó en todos los encuentros, marcando un doblete en el partido inaugural ante Jamaica, en el que México venció por 6-0 a Jamaica, y otro doblete saliendo desde el banquillo en el descanso en el segundo partido, que se saldó con victoria por 4-0 sobre Puerto Rico. En el último partido de la fase de grupos cayeron por 4-1 ante Canadá, y en las semifinales cayeron por 1-0 ante Estados Unidos en el descuento. En el partido por el tercer y cuarto puesto cayeron por 1-0 ante Canadá. Corral fue la máxima goleadora de México con 4 tantos, quedándose a uno de las máximas goleadoras del torneo.
En noviembre jugó el Mundial Sub-20 de Chile. Disputó los tres encuentros de la fase de grupos completos. La selección mexicana debutó con derrota por 2-1 ante Noruega. En el segundo partido perdieron por 5-0 ante Brasil. En el último partido de la fase de grupos volvieron a perder, esta vez por 5-1 ante Corea del Norte, marcando Corral el gol del honor mexicano en el minuto 84. El informe técnico de la FIFA la destacó como jugadora clave de México, definiéndola como "jugadora dinámica, buen posicionamiento
en el juego, enérgica en el ataque y encuentra los espacios para superar la defensa".

#### Mundial Sub-20 de 2010
Fue convocada en enero de 2010 para jugar el Campeonato Femenino Sub-20 de la Concacaf en Guatemala. Fue titular en el primer partido de la fase de grupos en la que México venció a Trinidad y Tobago por 2-1. Abrió el marcador al filo del descanso en el segundo partido ante Jamaica, y fue sustituida diez minutos después cuando ganaban por 2-0 y había sido amonestada, resultado que se mantuvo hasta el pitido final. El entrenador la reservó en el tercer partido de la fase de grupos, en la que México cayó derrotada por Estados Unidos por 2-1. Pasaron a semifinales como segundas de grupo. Corral fue titular ante Canadá, marcando en la prórroga el 1-0 que les dio el pase a la final y las clasificaba para el Mundial. Se volvieron a enfrentar a Estados Unidos en la final. Corral fue titular y cayeron derrotadas por un solitario gol estadounidense en el minuto 86. Charlyn se convirtió en la máxima goleadora histórica de los Campeonatos Femeninos Sub-20 de la Concacaf con 14 goles en tres ediciones, y en la única jugadora en anotar en tres semifinales de esta competición.
En julio disputó el Mundial Sub-20 de Alemania. Fue titular en los cuatro encuentros que disputó México. Marcó su único gol del campeonato en el primer partido ante Japón adelantando a su equipo en el marcador. Fue sustituida en el minuto 72 cuando México ganaba por 3-2, y el partido acabó en empate a 3. En el segundo partido dio una asistencia de gol a Ranae Cuéllar que les dio la victoria por 1-0 sobre Inglaterra. En el tercer encuentro fue sustituida al descanso cuando perdían por 1-0 ante Nigeria. El cuadro mexicano logró empatar en la segunda parte, clasificando por primera vez en su historia para los cuartos de final. En los cuartos de final fueron eliminadas por Corea del Sur, que ganó por 3-1. El informe técnico de la FIFA seleccionó a Corral como una de las jugadoras claves de la selección, definiéndola como "armadora de juego, grandes asistencias, segura en el uno contra uno, con creatividad y peligro ante la meta, buena técnica individual, no pierde el balón".
Con la selección universitaria alcanzó la medalla de plata en la Universiada de 2013.

### Selección absoluta

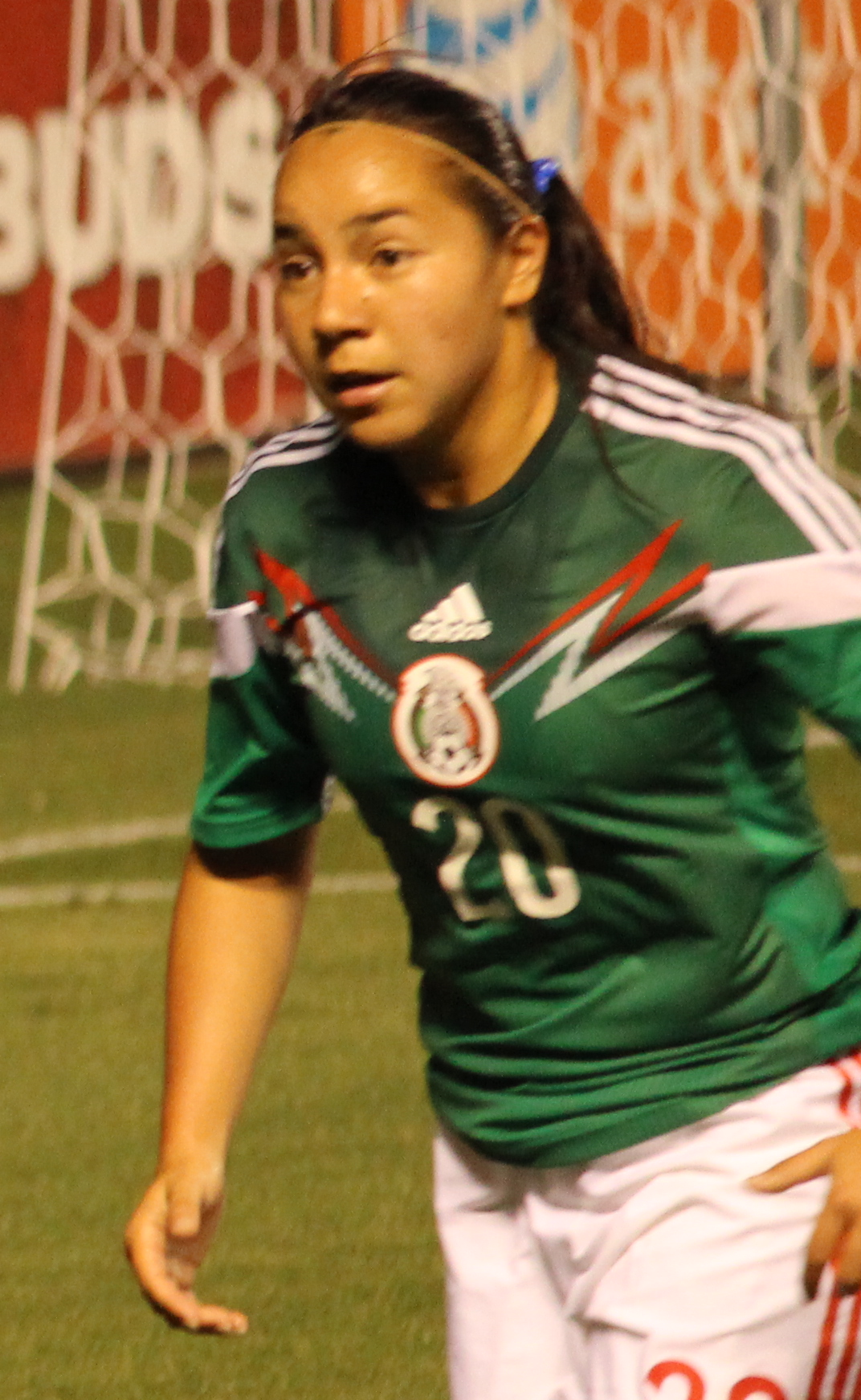
Charlyn Corral con la Selección de México en 2014.

#### Debut e Inicios
Corral fue convocada por primera vez a la selección mayor de fútbol femenil cuando tenía 13 años, y jugó contra el F.C. Barcelona.
Participó con 14 años en la Copa de Oro de 2006, saliendo como suplente en el partido por el tercer y cuarto puesto, en el que México venció a Jamaica por 3-0 y permitió al equipo azteca jugar una eliminatoria para el Mundial contra Japón. La eliminatoria se disputó en marzo de 2017 y Charlyn Corral disputó ambos encuentros como suplente. México fue derrotada por 2-0 en Japón y ganó por 2-1 en México, por lo que no logró clasificarse para el Mundial.
Disputó los Juegos Panamericanos de 2007 y marcó sus primeros dos goles con la selección mayor el 14 de julio de 2007 en la segunda jornada del campeonato ante Paraguay, saliendo como sustituta en la segunda mitad y convirtiéndose en la jugadora más joven en marcar con la Selección mexicana. También jugó como sustituta en la derrota ante Argentina y en las victorias ante Panamá y Estados Unidos. Permaneció en el banquillo en la semifinal que México perdió ante Brasil, y entró como sustituta en el minuto 21 del partido por el tercer y cuarto puesto que México perdió ante Canadá y fue reemplazada en el 58.
En 2008 formó parte de la selección que disputó el Preolímpico de la Concacaf. Tras quedar segundas de grupo jugó sus únicos minutos del torneo en la semifinal contra Canadá al sustituir a Iris Adriana Mora en el minuto 68. México quedó en tercer lugar en torneo y no se clasificó para los Juegos Olímpicos.

#### Mundial de 2011
Tras participar en varios partidos amistosos no fue elegida para disputar el Premundial Femenino CONCACAF de 2010 por no tener el ritmo de sus compañeras al haber tenido que atender sus estudios, lo que provocó la manifestación pública su malestar. El equipo se logró clasificar para el Mundial de Alemania de 2011. Sí formó parte de la preparación para el Mundial, provocando un penalti y marcando un gol el 7 de marzo en la Copa de Chipre ante Irlanda del Norte.
Fue una de las 21 seleccionadas para representar a México en el Mundial. No disputó los dos primeros encuentros de la fase de grupos, en la que México empató a uno contra Inglaterra y perdió por cuatro a cero ante Japón. En el último partido, que se disputó el 5 de julio de 2011, necesitaban ganar a Nueva Zelanda para tener opciones de clasificarse. Corral debutó en un Mundial entrando en el terreno de juego en el minuto 70 como sustituta de Stephany Mayor, cuando las mexicanas ganaban por 2-0, pero las neozelandesas empataron el encuentro en el descuento. En el otro partido del grupo Inglaterra venció a Japón, con lo que la victoria mexicana no hubiese sido suficiente para clasificarlas para los cuartos de final. Tras la disputa del Mundial Corral había acumulado 20 partidos y 3 goles con la selección absoluta.

#### Mundial de 2015
Después del Mundial no formó parte de los equipos que jugaron los Juegos Panamericanos de 2011 ni el Preolímpico de 2012, volviendo a disputar partidos oficiales en el Premundial que se disputó en octubre de 2014. Jugó el primer partido de la fase de grupos en el que México fue derrotada por Costa Rica. En el segundo encuentro ante Martinica no jugó y México venció por 10-0. Marcó un doblete en el tercer y decisivo partido ante Jamaica, en el que se adelantaron las jamaicanas y empató Stephany Mayor, dando Corral el pase a las semifinales. Tras caer derrotadas por Estados Unidos se jugaron la última plaza para disputar el Mundial con Trinidad y Tobago. En un emocionante partido que terminó con empate a dos con asistencia de Corral, su actuación en la prórroga fue fundamental, marcando un doblete. Con este resultado México terminó tercera del campeonato y clasificada para el Mundial de Canadá. Fue incluida en el 11 ideal del Premundial que la Concacaf divulgó al finalizar el torneo.
Un mes después jugó los Juegos Centroamericanos y del Caribe, en los que marcó el gol del empate con Colombia en el descuento, marcó cuatro goles ante Trinidad y Tobago, y marcó el primer gol de la final ante Colombia en el minuto 74, con lo que ganaron el campeonato y Charlyn Corral fue la máxima goleadora del torneo.
En 2015 participó en la preparación del Mundial, marcando dos goles en el Torneo de las Cuatro Naciones, otros dos goles en la Copa Chipre, y un triplete en un amistoso contra Costa Rica. El 20 de mayo de 2015 fue oficialmente convocada para disputar el Mundial de Fútbol de Alemania. Corral fue señalada como la estrella del equipo mexicano tanto por la CONCACAF como por la FIFA, que en su informe técnico la definió como "delantera de gran técnica individual y gran regate; su primer toque y su buen disparo la convierten en toda una goleadora". Fue titular en los tres partidos que México jugó en el Mundial. En el primer partido ante Colombia se adelantaron en el marcador pero Daniela Montoya empató el partido en los últimos minutos. Corral logró marcar en el descuento pero fue anulado por una falta previa en la jugada. En el segundo partido fueron derrotadas por 2-1 por Inglaterra. El gol mexicano fue marcado por Fabiola Ibarra en el descuento aprovechando un rechace de un tiro de Corral. En el último partido de la fase de grupos México fue goleada por Francia con un duro 5-0. Corral fue sustituida en el descanso cuando ya habían encajado cuatro goles. Tras el Mundial Corral había acumulado 33 partidos y 18 goles como internacional absoluta según los datos de la FIFA.

#### Salida y retorno a la Selección
Tras el decepcionante desempeño de la Selección Mexicana en el Mundial, Corral pidió públicamente el cese del seleccionador Leonardo Cuéllar por juzgar que su ciclo había llegado a su fin y la selección necesitaba un cambio. Sus declaraciones crearon un conflicto con el seleccionador a pesar de lo cual fue convocada para los Juegos Panamericanos, a los que finalmente no pudo acudir por conraer la varicela. Cuéllar no volvió a convocarla, provocando sus quejas al verse excluida del Preolímpico de 2016 a pesar de sus buenas actuaciones en España. Cuéllar dejó su cargo de seleccionador en abril de 2016. Roberto Medina tomó el mando de la selección y volvió a convocarla en 2017, marcando un gol en su retorno a la Selección ante Venezuela. Ese mismo año disputó dos partidos en el Torneo de las Cuatro Naciones y marcó dos goles en sendos amistosos ante Costa Rica.
En 2018 jugó la Copa Turquía, marcando un gol a Letonia y otro a Jordania. En julio de 2018 logró la medalla de oro en los Juegos Centroamericanos y del Caribe de Colombia. Marcó en las goleadas a Trinidad y Tobago y Nicaragua en la fase de grupos, mientras que Haití se retiró de la competición, con lo que quedaron en primera posición. Fue titular en la semifinal en la que eliminaron a Venezuela al ganar por 3-1. En la final ante Costa Rica inició la remontada al igualar el gol costarricense en la segunda parte.  En las dos jugadas siguientes del partido sus compañeras marcaron dos goles y se llevaron el campeonato ganando por 3-1.

#### Premundial de 2018
En octubre de 2018 fue seleccionada para disputar la Copa de Oro que daba tres plazas para el Mundial de Francia de 2019. Fue titular en el partido inicial contra Estados Unidos, sufriendo una dura derrota. En el segundo partido marcó un doblete en la victoria sobre Trinidad y Tobago. En el tercer y último partido del grupo se jugaban el pase a semifinales contra Panamá. La guardameta panameña de 17 años Yenith Bailey detuvo un penalti en la prolongación del primer tiempo a Charlyn Corral. En la segunda parte Panamá anotó dos goles que eliminaron a México y le dejaron sin cupo para el Mundial.

#### Juegos Panamericanos de 2019

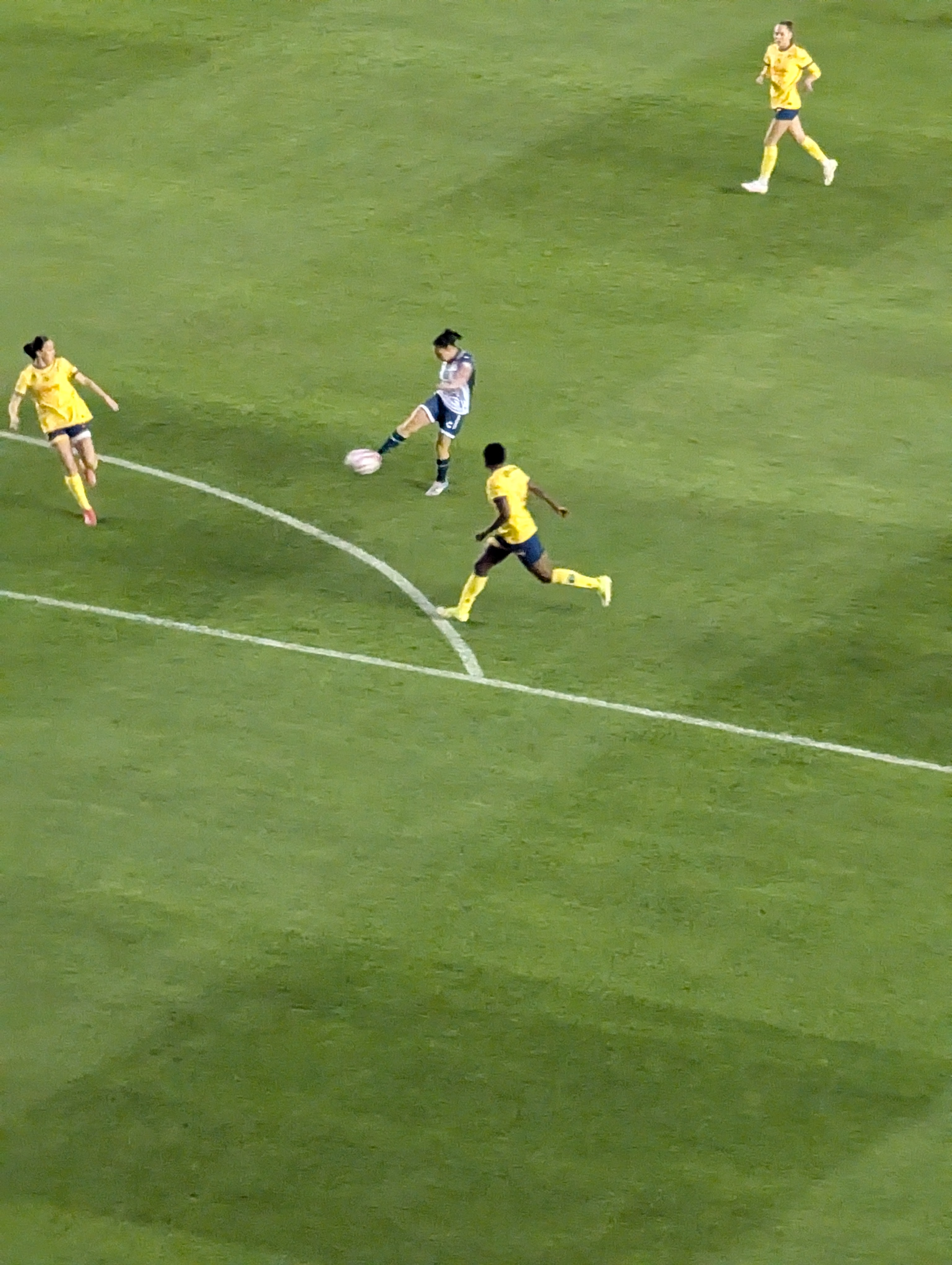
Corral jugando para el Club de Fútbol Pachuca Femenil.

En 2019 disputó la Copa Chipre marcando un doblete a Tailandia y un gol a Hungría. En julio fue parte de la selección que disputó los Juegos Panamericanos de Lima. Fue titular y anotó un gol en el partido inaugural contra Jamaica. En el segundo encuentro volvió a ser titular ante Paraguay, pero estrelló dos disparos contra los postes y perdieron por 2-1 y fue sustituida en el minuto 77. Volvió a ser titular en el tercer encuentro de la fase de grupos contra Colombia, marcando el gol del empate a dos en el minuto 88, pero quedando eliminadas de la competición por las medallas. Disputaron el partido por el quinto puesto el 6 de agosto ante Panamá, venciendo por 5-1. Corral fue suplente y no dispuso de minutos en este encuentro.
Tras la finalización de los Juegos Panamericanos el primer Museo del Deporte del Estado de México la incluyó junto a Maribel Domínguez en su exposición.
En 2020 no fue convocada por el Seleccionador para disputar el Preolímpico, lo que causó las protestas de la jugadora en redes sociales. El seleccionador argumentó que la tenía considerada pero que debido a que no se podría incorporar a la convocatoria hasta muy tarde prefería utilizar otras alternativas. México no se clasificó para los Juegos Olímpicos. En marzo México disputó la Copa de Chipre y Charlyn Corral tampoco fue convocada.

#### Juegos Amistosos Internacionales 2022
En 2022, con la llegada de Pedro López como nuevo director técnico de selección, Charlyn Corral vuelve a aparecer en una convocatoria para el amistoso vs Chile.Entró al minuto 70 como cambió en lugar de la delantera Stephany Mayor, jugando 20 minutos.

#### Apariciones internacionales 2023

##### Women's Revalations Cup 2023
En febrero de 2023 fue convocada como parte del equipo a disputar la Women’s Revelations Cup en León, Guanajuato.En este torneo se enfrentaron México, Costa Rica, Colombia y Nigeria, quedando México en primer lugar. Corral jugó 63 minutos en el primer partido contra Nigeria. En su segundo encuentro contra Costa Rica jugó 71 minutos, siendo sustituida por Stephany Mayor.

##### MexTour W
En marzo de 2023, Charlyn fue convocada a la primera edición del MexTour W, una serie de encuentros entre el agrupado nacional y dos clubes de fútbol estadounidenses, Chicago Red Stars y Houston Dash. Durante su primer partido contra Chicago el 8 de abril, Charlyn jugó 65 minutos, anotando un penal a favor de México, contribuyendo al triunfo 2-5. En su segundo encuentro, esta vez contra el Houston Dash, Corral jugó 45 minutos, anotando un gol al minuto 28 para aportar al marcador 5-1 a favor de México.

##### Juegos Centroamericanos 2023
Para los Juegos Centroamericanos y del Caribe San Salvador 2023, Pedro López convocó a 20 jugadoras incluyendo a Charlyn Corral. Las jugadoras se concentraron desde el 12 de junio para participar en los Juegos que sucedieron del 23 de junio al 7 de julio. En los dos primeros juegos, Charlyn vio participación, y para la semifinal anotó uno de los seis tantos de México.México ganó los partidos posteriores incluyendo el partido final contra Venezuela, el cual ganó 2-1.

#### Copa Oro 2024
Pedro López convocó a Charlyn Corral para un ciclo de preparación con miras a la Copa Oro W.Para la convocatoria final, Corral fue incluida junto con otras 22 jugadoras. En el torneo, México lideró el Grupo A, perdiendo en las semifinales contra Brasil.

### Participaciones en Copas del Mundo
| Mundial                                        | Sede     | Resultado        | Partidos | Goles |
| ---------------------------------------------- | -------- | ---------------- | -------- | ----- |
| Copa Mundial Femenina de Fútbol Sub-20 de 2006 | Rusia    | Primera Fase     | 3        | 2     |
| Copa Mundial Femenina de Fútbol Sub-20 de 2008 | Chile    | Primera fase     | 3        | 1     |
| Copa Mundial Femenina de Fútbol Sub-20 de 2010 | Alemania | Cuartos de final | 4        | 1     |
| Copa Mundial Femenina de Fútbol de 2011        | Alemania | Primera fase     | 1        | 0     |
| Copa Mundial Femenina de Fútbol de 2015        | Canadá   | Primera fase     | 3        | 0     |

### Participaciones en Copa de Oro
| Copa                                              | Sede              | Resultado     | Partidos | Goles |
| ------------------------------------------------- | ----------------- | ------------- | -------- | ----- |
| Campeonato Femenino Sub-20 de la Concacaf de 2006 | México            | Tercer lugar  | 5        | 8     |
| Copa de Oro de 2006                               | Estados Unidos    | Tercer lugar  | 1        | 0     |
| Campeonato Femenino Sub-20 de la Concacaf de 2008 | México            | Tercer lugar  | 5        | 4     |
| Campeonato Femenino Sub-17 de la Concacaf de 2008 | Trinidad y Tobago | Cuarto lugar  | 5        | 4     |
| Campeonato Femenino Sub-20 de la Concacaf de 2010 | Guatemala         | Subcampeonato | 4        | 2     |
| Copa de Oro de 2014                               | Estados Unidos    | Tercer lugar  | 2        | 4     |
| Copa de Oro de 2018                               | Estados Unidos    | Primera fase  | 3        | 2     |

### Participaciones en Juegos Panamericanos
| Copa                         | Sede   | Resultado     | Partidos | Goles |
| ---------------------------- | ------ | ------------- | -------- | ----- |
| Juegos Panamericanos de 2007 | Brasil | Cuarto puesto | 5        | 2     |
| Juegos Panamericanos de 2019 | Perú   | Quinto puesto | 3        | 2     |

## Vida privada
Es graduada en mercadotecnia. Su hermano George Corral, es también un futbolista internacional y juega en los Venados FC.

## Estadísticas

### Clubes
Actualizado al último partido jugado el 23 de mayo de 2022.
| Club | Div.             | Temporada     | Liga  | Liga  | Liga   | Liguilla | Liguilla | Liguilla | Copas nacionales(1) | Copas nacionales(1) | Copas nacionales(1) | Copas internacionales(2) | Copas internacionales(2) | Copas internacionales(2) | Total | Total | Total  | Media goleadora(3) |  |
| Club | Div.             | Temporada     | Part. | Goles | Asist. | Part.    | Goles    | Asist.   | Part.               | Goles               | Asist.              | Part.                    | Goles                    | Asist.                   | Part. | Goles | Asist. | Media goleadora(3) |  |
| --- | ---------------- | ------------- | ----- | ----- | ------ | -------- | -------- | -------- | ------------------- | ------------------- | ------------------- | ------------------------ | ------------------------ | ------------------------ | ----- | ----- | ------ | ------------------ |  |
| Louisville Cardinals Estados Unidos | NCAA             | 2012          | 18    | 8     | 7      | -        | -        | -        | -                   | -                   | -                   | -                        | -                        | -                        | 18    | 8     | 7      | 0,44               |  |
| Louisville Cardinals Estados Unidos | NCAA             | 2013          | 17    | 13    | 11     | -        | -        | -        | -                   | -                   | -                   | -                        | -                        | -                        | 17    | 13    | 11     | 0,76               |  |
| Louisville Cardinals Estados Unidos | Total club       | Total club    | 35    | 21    | 18     | -        | -        | -        | -                   | -                   | -                   | -                        | -                        | -                        | 35    | 21    | 18     | 0,60               |  |
| Merilappi United · Finlandia | Naistenliiga     | 2014          | 8     | 5     | ?      | -        | -        | -        | -                   | -                   | -                   | -                        | -                        | -                        | 8     | 5     |        | 0,62               |  |
| Merilappi United · Finlandia | Total club       | Total club    | 8     | 5     | ?      | -        | -        | -        | -                   | -                   | -                   | -                        | -                        | -                        | 8     | 5     |        | 0,62               |  |
| Levante U. D. · España | Primera División | 2015-16       | 30    | 22    | ?      | -        | -        | -        | 2                   | 1                   | 0                   | -                        | -                        | -                        | 30    | 23    |        | 0,77               |  |
| Levante U. D. · España | Primera División | 2016-17       | 30    | 20    | ?      | -        | -        | -        | 1                   | 0                   | 0                   | -                        | -                        | -                        | 31    | 20    |        | 0,65               |  |
| Levante U. D. · España | Primera División | 2017-18       | 29    | 24    | 6      | -        | -        | -        | 2                   | 0                   | 0                   | -                        | -                        | -                        | 31    | 24    | 6      | 0,77               |  |
| Levante U. D. · España | Primera División | 2018-19       | 28    | 20    | 4      | -        | -        | -        | 2                   | 1                   | 0                   | -                        | -                        | -                        | 32    | 21    | 4+     | 0,66               |  |
| Levante U. D. · España | Total club       | Total club    | 117   | 86    | 10+    | -        | -        | -        | 7                   | 2                   | 0                   | -                        | -                        | -                        | 124   | 88    | 10+    | 0,71               |  |
| Atlético de Madrid · España | Primera División | 2019-20       | 20    | 8     | 2      | -        | -        | -        | 2                   | 1                   | 0                   | 4                        | 1                        | 1                        | 26    | 10    | 3      | 0,38               |  |
| Atlético de Madrid · España | Primera División | 2020-21       | 1     | 0     | 0      | -        | -        | -        |                     |                     |                     |                          |                          |                          | 1     | 0     | 0      | 0                  |  |
| Atlético de Madrid · España | Total club       | Total club    | 21    | 8     | 2      | -        | -        | -        | 2                   | 1                   | 0                   | 4                        | 1                        | 1                        | 27    | 10    | 3      | 0,37               |  |
| Club Pachuca México | Primera División | A-2021        | 15    | 4     | ?      | -        | -        | -        | -                   | -                   | -                   | -                        | -                        | -                        | 15    | 4     | ?      | 0,26               |  |
| Club Pachuca México | Primera División | C-2022        | 17    | 13    | ?      | 6        | 4        | ?        | -                   | -                   | -                   | -                        | -                        | -                        | 23    | 17    | ?      | 0,74               |  |
| Club Pachuca México | Primera División | A-2022        | 17    | 12    | ?      | 2        | 0        | ?        | -                   | -                   | -                   | -                        | -                        | -                        | 19    | 12    | ?      | 0,63               |  |
| Club Pachuca México | Primera División | C-2023        | 17    | 20    | ?      | 6        | 1        | ?        | -                   | -                   | -                   | -                        | -                        | -                        | 23    | 21    | ?      | 0,91               |  |
| Club Pachuca México | Primera División | A-2023        | 16    | 13    | 3      | 2        | 1        | 0        | -                   | -                   | -                   | -                        | -                        | -                        | 18    | 14    | 3      | 0,78               |  |
| Club Pachuca México | Primera División | C-2024        | 15    | 19    | 2      | 4        | 4        | 2        | -                   | -                   | -                   | -                        | -                        | -                        | 19    | 23    | 4      | 1,21               |  |
| Club Pachuca México | Primera División | A-2024        | 17    | 18    | ?      | 2        | 1        | ?        | -                   | -                   | -                   | -                        | -                        | -                        | 19    | 19    | ?      | 1,00               |  |
| Club Pachuca México | Primera División | C-2025        | 16    | 21    | ?      | -        | -        | -        | -                   | -                   | -                   | -                        | -                        | -                        | 16    | 21    | ?      |                    |  |
| Club Pachuca México | Total club       | Total club    | 130   | 120   | 5+     | 22       | 11       | 2+       | -                   | -                   | -                   | -                        | -                        | -                        | 152   | 131   | 7+     | 0,77               |  |
| Total carrera | Total carrera    | Total carrera | 311   | 240   | 35+    | 22       | 11       | 2+       | 9                   | 3                   | 0                   | 4                        | 1                        | 1                        | 346   | 234   | 38+    | 0,69               |  |
| (1) Incluye datos de la Copa de la Reina. (2) Incluye datos de la Liga de campeones femenina. (3) No incluye goles en partidos amistosos.(4) Incluye datos de la Liga MX Femenil |                  |               |       |       |        |          |          |          |                     |                     |                     |                          |                          |                          |       |       |        |                    |  |

### Selección
Actualizado al último partido jugado el 3 de agosto de 2019.
| Selecciones | Año           | Otros Oficiales(4) | Otros Oficiales(4) | Otros Oficiales(4) | Mundial (5) | Mundial (5) | Mundial (5) | Amistosos (6) | Amistosos (6) | Amistosos (6) | Total | Total | Total  | Media goleadora |
| Selecciones | Año           | Part.              | Goles              | Asist.             | Part.       | Goles       | Asist.      | Part.         | Goles         | Asist.        | Part. | Goles | Asist. | Media goleadora |
| --- | ------------- | ------------------ | ------------------ | ------------------ | ----------- | ----------- | ----------- | ------------- | ------------- | ------------- | ----- | ----- | ------ | --------------- |
| Sub-17 | 2008          | 5                  | 4                  |                    |             |             |             |               |               |               | 5     | 4     |        | 0,80            |
| Sub-17 | Total         | 5                  | 4                  |                    | 0           | 0           | 0           | 0             | 0             | 0             | 5     | 4     |        | 0,80            |
| Sub-20 | 2006          | 5                  | 8                  |                    | 3           | 2           | 1           |               |               |               | 8     | 10    | 1+     | 1,25            |
| Sub-20 | 2007          |                    |                    |                    |             |             |             |               |               |               |       |       |        |                 |
| Sub-20 | 2008          | 5                  | 4                  |                    | 3           | 1           | 0           |               |               |               | 8     | 5     |        | 0,62            |
| Sub-20 | 2009          |                    |                    |                    |             |             |             |               |               |               |       |       |        |                 |
| Sub-20 | 2010          | 4                  | 2                  |                    | 4           | 1           | 1           |               |               |               | 8     | 3     | 1+     | 0,37            |
| Sub-20 | Total         | 14                 | 14                 |                    | 10          | 4           | 2           | 0             | 0             | 0             | 24    | 18    | 2+     | 0,75            |
| Abs | 2006          |                    |                    |                    | 1           | 0           | 0           | ?             | ?             | ?             | 1+    |       |        |                 |
| Abs | 2007          | 5                  | 2                  | 0                  | 2           | 0           | 0           | ?             | ?             | ?             | 7+    | 2     | 0      | 0,28            |
| Abs | 2008          | 1                  | 0                  |                    |             |             |             | ?             | ?             | ?             | 1+    |       |        |                 |
| Abs | 2009          |                    |                    |                    |             |             |             | ?             | ?             | ?             |       |       |        |                 |
| Abs | 2010          |                    |                    |                    |             |             |             | ?             | ?             | ?             |       |       |        |                 |
| Abs | 2011          | 0                  | 0                  | 0                  | 1           | 0           | 0           | 7+            | 1+            | ?             | 8+    | 1+    | 1+     |                 |
| Abs | 2012          | 0                  | 0                  | 0                  | 0           | 0           | 0           | ?             | ?             | ?             |       |       |        |                 |
| Abs | 2013          | 0                  | 0                  | 0                  | 0           | 0           | 0           | ?             | ?             | ?             |       |       |        |                 |
| Abs | 2014          | 5                  | 6                  | 1                  | 3           | 4           | 1           | 1             | 0             | 0             | 9     | 10    | 2      | 1,11            |
| Abs | 2015          | 0                  | 0                  | 0                  | 3           | 0           | 1           | 13            | 7             | 0             | 16    | 7     | 1      | 0,38            |
| Abs | 2016          | 0                  | 0                  | 0                  | 0           | 0           | 0           | 0             | 0             | 0             | 0     | 0     | 0      | -               |
| Abs | 2017          | 0                  | 0                  | 0                  | 0           | 0           | 0           | 6             | 3             | 0             | 6     | 3     | 0      | 0,50            |
| Abs | 2018          | 4                  | 3                  | 0                  | 3           | 2           | 0           | 5             | 2             | 0             | 12    | 7     | 0      | 0,58            |
| Abs | 2019          | 3                  | 2                  | 0                  | 0           | 0           | 0           | 5             | 3             | 1             | 8     | 5     | 1      | 0,62            |
| Abs | Total         | 18+                | 13+                | 1+                 | 13+         | 6+          | 2+          | 37+           | 16+           | 1+            | 68+   | 35+   | 5+     | 0,52            |
| Total carrera | Total carrera | 37+                | 31+                | 1+                 | 23+         | 10+         | 4+          | 37+           | 16+           | 1+            | 97+   | 57+   | 7+     | 0,59            |
| id="4">(4) Se incluyen Juegos Panamericanos y Juegos Centroamericanos y del Caribe. No incluye Copa Algarve, Copa Turquía, Copa Chipre, el Valais Womens Cup, el Torneo Internacional de Natal o la Copa Cuatro Naciones. id="5">(5) Se incluyen partidos clasificatorios para el Mundial. id="6">(6) No se incluyen partidos contra clubes |               |                    |                    |                    |             |             |             |               |               |               |       |       |        |                 |

## Palmarés

### Campeonatos nacionales
| Título                       | Equipo             | Sede           | Año  |
| ---------------------------- | ------------------ | -------------- | ---- |
| Supercopa de España          | Atlético de Madrid | España         | 2021 |
| Liga MX Femenil              | Pachuca            | México         | 2025 |
| Campeón de Campeones Femenil | Pachuca            | Estados Unidos | 2025 |

### Campeonatos internacionales
| Título                               | Equipo              | Sede     | Año  |
| ------------------------------------ | ------------------- | -------- | ---- |
| Juegos Centroamericanos y del Caribe | Selección de México | México   | 2014 |
| Juegos Centroamericanos y del Caribe | Selección de México | Colombia | 2018 |

### Distinciones individuales
| Distinción                                                                    | Año              |
| ----------------------------------------------------------------------------- | ---------------- |
| Máxima Goleadora de la Olimpiada Nacional Sub-12                              | 2002             |
| Máxima Goleadora de la Olimpiada Nacional Sub-12                              | 2003             |
| Máxima Goleadora del Nacional Libre FMF                                       | 2003             |
| Máxima Goleadora de la Olimpiada Nacional Sub-14                              | 2004             |
| Máxima Goleadora de la Olimpiada Nacional Sub-14                              | 2005             |
| Máxima Goleadora del Campeonato Femenino Sub-20 de la Concacaf                | 2006             |
| Mejor Jugadora del México-Suiza de la Copa Mundial Sub-20                     | 2006             |
| Premio Estatal del Deporte                                                    | 2006             |
| Máxima goleadora histórica de los Campeonatos Femeninos Sub-20 de la Concacaf | 2010             |
| Mejor atleta del Tecnológico de Monterrey                                     | 2010             |
| Centrocampista del Año BIG EAST                                               | 2012             |
| Once Ideal BIG EAST                                                           | 2012             |
| NSCAA All-Region                                                              | 2012             |
| Máxima Goleadora de la American Athletic Conference                           | 2013             |
| Once Ideal de la American Athletic Conference                                 | 2013             |
| Mejor centrocampista de la American Athletic Conference                       | 2013             |
| Tercera mejor jugadora de la CONCACAF                                         | 2014             |
| Once Ideal del Premundial                                                     | 2014             |
| Máxima goleadora de los Juegos Centroamericanos y del Caribe                  | 2014             |
| Nominada al Once ideal de la CONCACAF                                         | 2015             |
| Mejor Delantera de la Liga Iberdrola                                          | 2015-16          |
| Máxima goleadora del Levante U. D.                                            | 2015-16          |
| Mejor Delantera de la Liga Iberdrola                                          | 2016-17          |
| Once Ideal de la Liga Iberdrola                                               | 2016-17          |
| Máxima goleadora del Levante U. D.                                            | 2016-17          |
| Mejor Jugadora de la Jornada 12 de Liga                                       | 2017-18          |
| Mejor Jugadora de la Jornada 20 de Liga                                       | 2017-18          |
| Mejor gol de la Liga Iberdrola de febrero                                     | 2018             |
| Mejor Jugadora de la Jornada 26 de Liga                                       | 2017-18          |
| Máxima Goleadora de la Liga Iberdrola                                         | 2017-18          |
| Once Ideal de la Liga Iberdrola                                               | 2017-18          |
| Mejor Jugadora de la Jornada 15 de Liga                                       | 2018-19          |
| Máxima goleadora del Levante U. D.                                            | 2018-19          |
| Premio Marca al Mejor Gol de la temporada                                     | 2018-19          |
| Once ideal de las Jornadas 7, 10 y 21 de Primera Iberdrola                    | 2019-20          |
| Máxima goleadora de la Liga MX femenil                                        | 2023, 2024, 2025 |

## Nota
1. ↑  de Meta, Saque de Meta (30 de junio de 2021). «Saque». Charlyn Corral a Pachuca; los detalles de su llegada (Saque de Meta). Saque de Meta. Consultado el 30 de junio de 2021.